# Фрейзер, Трент
Трент Фре́йзер (англ. Trent Frazier; род. 8 сентября 1998, Бойнтон-Бич, Флорида) — американский профессиональный баскетболист, играющий на позиции разыгрывающего защитника.

## Карьера

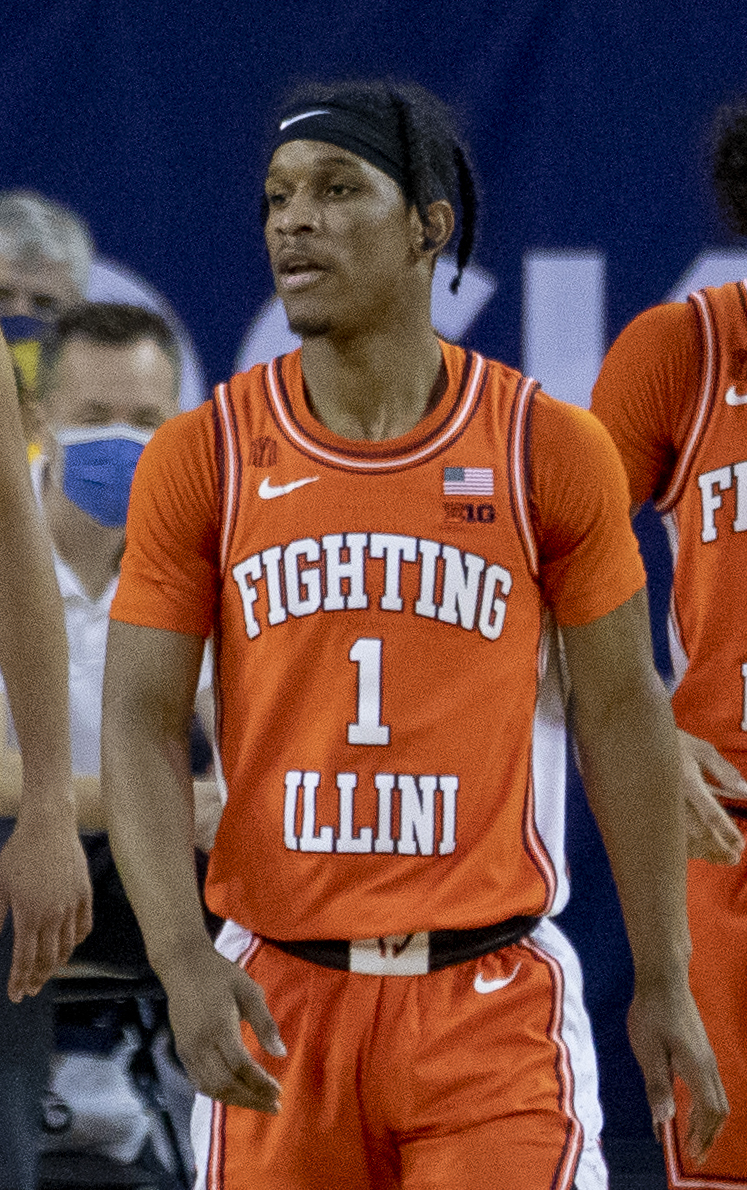
Трент Фрейзер в составе «Иллинойс Файтинг Иллини»

Во время своего первого сезона в NCAA Фрейзер лидировал среди всех первокурсников конференции Big Ten по результативности, передачам, перехватам и трёхочковым броскам за игру, зарабатывая как командные награды конференции, так и индивидуальные. Трент набирал в среднем 12,5 очка, 3,1 передачи и 1,8 подбора за игру.
На втором курсе статистика Фрейзера составила 13,7 очка, 2,6 передачи и 2,3 подбора за игру.
На третьем курсе в команде «Иллинойс Файтинг Иллини» на первые роли вышел Айо Досунму, а Фрейзер отметился статистикой в 9,1 очка и 1,9 передачи.
В сезоне 2021/2022 Фрейзер вышел на 5 место в списке лучших снайперов «Иллинойс Файтинг Иллини» и был включён во вторую команду All-Big Ten.
В июне 2022 года Фрейзер подписал контракт с ФМП. В 16 матчах Адриатической лиги Трент набирал в среднем 20,7 очка, 6,2 передачи и 2,2 подбора.
В феврале 2023 года Фрейзер перешёл в «Зенит». В составе команды Трент стал серебряным призёром Кубка России и был признан «Самым ценным игроком Финала четырёх» турнира.

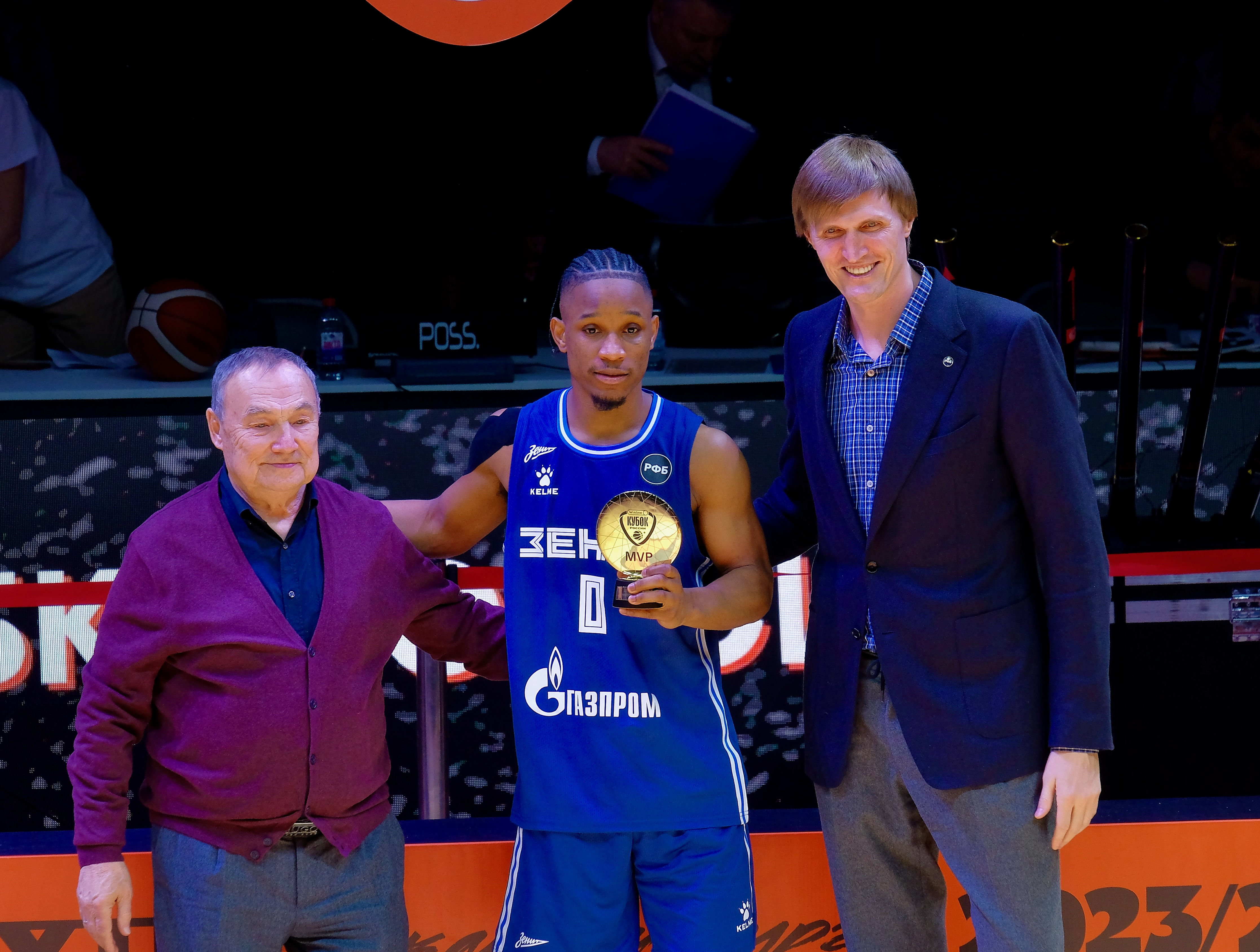
Трент Фрейзер получает награду «Самого ценного игрока «Финала четырёх» Кубка России 2023/2024

В июле 2023 года Фрейзер продлил контракт с «Зенитом».
В сезоне 2023/2024 Фрейзер стал бронзовым призёром Единой лиги ВТБ и чемпионата России, а также обладателем Суперкубка Единой лиги ВТБ. В Кубке России Трент стал победителем турнира и во второй раз был признан «Самым ценным игроком «Финала четырёх».
В июне 2024 года Фрейзер подписал новый 3-летний контракт с «Зенитом».
В сезоне 2024/2025 Фрейзер стал бронзовым призёром Суперкубка Единой лиги ВТБ.
В феврале 2025 года Фрейзер был признан «Самым ценным игроком» Единой лиги ВТБ. Средние показатели Трента по итогам месяца составили 17,5 очка, 5,0 передачи, 2,0 подбора, 1,0 перехвата и 19,5 балла в рейтинге эффективности.

## Достижения
- Серебряный призёр Единой лиги ВТБ: 2024/2025
- Серебряный призёр чемпионата России: 2024/2025
- Бронзовый призёр Единой лиги ВТБ: 2023/2024
- Обладатель Суперкубка Единой лиги ВТБ: 2023
- Бронзовый призёр Суперкубка Единой лиги ВТБ: 2024
- Бронзовый призёр чемпионата России: 2023/2024
- Обладатель Кубка России: 2023/2024
- Серебряный призёр Кубка России: 2022/2023
- Обладатель Кубка Кондрашина и Белова: 2023, 2024

##### Most Valuable Player
- MVP февраля в Единой лиге ВТБ: 2025
- MVP «Финала четырех» Кубка России: 2023, 2024